# Щемлев, Дмитрий Сергеевич
Дмитрий Сергеевич Щемлев — гвардии младший сержант Вооружённых Сил Российской Федерации, участник антитеррористических операций в период Второй чеченской войны, погиб при исполнении служебных обязанностей во время боя 6-й роты 104-го гвардейского воздушно-десантного полка у высоты 776 в Шатойском районе Чечни.

## Биография
Дмитрий Сергеевич Щемлев родился 28 июля 1976 года в городе Ленинграде (ныне — Санкт-Петербург). Окончил среднюю школу № 374 в Московском районе родного города (ныне — ГБОУ «Лицей № 373» Московского района Санкт-Петербурга), затем в профессионально-техническом училище № 15. Проходил срочную службу в рядах Вооружённых Сил Российской Федерации, после окончания которой продолжил служить по контракту. Для дальнейшего прохождения службы был направлен в 6-ю роту 104-го гвардейского воздушно-десантного полка на должность разведчика.
С началом Второй чеченской войны в составе своего подразделения гвардии младший сержант Дмитрий Щемлев был направлен в Чеченскую Республику. Принимал активное участие в боевых операциях. С конца февраля 2000 года его рота дислоцировалась в районе населённого пункта Улус-Керт Шатойского района Чечни, на высоте под кодовым обозначение 776, расположенной около Аргунского ущелья. 29 февраля — 1 марта 2000 года десантники приняли здесь бой против многократно превосходящих сил сепаратистов — против всего 90 военнослужащих федеральных войск, по разным оценкам, действовало от 700 до 2500 боевиков, прорывавшихся из окружения после битвы за райцентр — город Шатой. Вместе со всеми своими товарищами он отражал ожесточённые атаки боевиков Хаттаба и Шамиля Басаева, не дав им прорвать занимаемые ротой рубежи. В том бою гвардии младший сержант Дмитрий Сергеевич Щемлев был убит. Погибли также ещё 83 его сослуживца.
Похоронен в Санкт-Петербурге.
Указом Президента Российской Федерации гвардии младший сержант Дмитрий Сергеевич Щемлев посмертно был удостоен ордена Мужества.

## Память
- Бюст Щемлева установлен в Парке Боевого Братства в Санкт-Петербурге[4].
- Мемориальная доска в память о Щемлеве установлена на здании школы, где он учился[5].